# Čačanská lepotica
Čačanská lepotica (Prunus domestica 'Čačanská lepotica') je ovocný strom, kultivar druhu slivoň z čeledi růžovitých. Je řazena mezi pološvestky. Plody jsou velké, ale mimo nejteplejší polohy málo sladké a aromatické. Je vhodná pro přímou konzumaci a na zpracování. Zraje v první polovině července.

## Původ
Byla vypěstována v Čačaku (Srbsko), zkřížením odrůd 'Wangenheimova' a 'Požegača' (Domácí švestka). 

## Vlastnosti
Růst bujný, později střední. Plodnost velmi raná, pravidelná a často velmi vysoká. Samosprašná odrůda, je dobrý opylovač. Zraje v první polovině srpna. Vyžaduje teplé osluněné polohy, propustné živné půdy s dostatkem vlhkosti. Řez nutný.

## Plod
Plod podlouhlý, velký až 43 g. Slupka modrá, ojíněná. Dužnina je zelenožlutá, jde dobře od pecky. Chuť v teplých polohách velmi dobrá. Plody mají malý obsah cukru a aromatických látek.

## Choroby a škůdci
Tolerantní k šarce, proti moniliové hnilobě odolnost mírně vyšší než průměrná.